# Lugenia Burns Hope
Lugenia Burns Hope, née le 19 février 1871 à Saint Louis dans le Missouri et morte le 14 août 1947 à Nashville dans le Tennessee, est une militante américaine engagée dans les réformes sociales et l'action sociale. Elle est notamment connue pour avoir fondé en 1908 l'Atlanta Neighborhood Union (en) qui a concouru à l'amélioration des conditions de vie des Afro-Américains d'Atlanta en Géorgie.
Lugenia Burns Hope est avec son époux, John Hope (en), une des figures majeures du mouvement américain des droits civiques de la première moitié du XXe siècle et des suffragettes afro-américaines avec Ida B. Wells.

## Biographie

### Jeunesse et formation
Lugenia Burns Hope, née Lugenia D. Burns, est la cadette des sept enfants de Louisa M. Bertha et de Ferdinand Burns, deux Afro-Américains libres. Ferdinand Burns est un maître charpentier prospère formé comme apprenti auprès de son père, William Burns, un industriel qui a fait fortune dans la fabrication de charrues et ancien secrétaire d'État du Mississippi en 1850, qui avait épousé une Afro-Américaine et bien que les mariages mixtes soient prohibés, le couple vivait ouvertement son union à Natchez. Louisa M. Bertha  est née à Natchez d'une famille qui avait quitté le Mississippi pour s'installer au Canada et a une ascendance française ; elle était intendante d'une plantation à Louisville dans le Kentucky. Après la mort de son père en 1880, Lugenia emménage à Chicago avec sa mère. Elle y passe son enfance et son adolescence et peut suivre une scolarité qu'elle n'aurait pu avoir dans le Mississippi ségrégationniste qui appliquait les lois Jim Crow. Sa vivacité d'esprit l'a fait surnommer « la Génie » par sa famille. Après avoir achevé ses études secondaires, elle est acceptée à l'École de l'Institut d'art de Chicago. Ses frères venant d'être licenciés, elle abandonne ses études pour aller travailler afin de subvenir aux besoins de sa famille. Elle va travailler comme comptable pour une maison d'édition, puis comme couturière et enfin elle va être la première afro-américaine à devenir la secrétaire d'une association de bienfaisance de soins aux plus démunis les King’s Daughters de Chicago, et au centre d'œuvres sociales de la Hull House, où elle côtoie une des figures éminentes de l’action sociale de Chicago, Jane Addams. Ces deux emplois seront ses premières expériences de l'action sociale et cela pendant une douzaine d'années,,,,,.

### Carrière

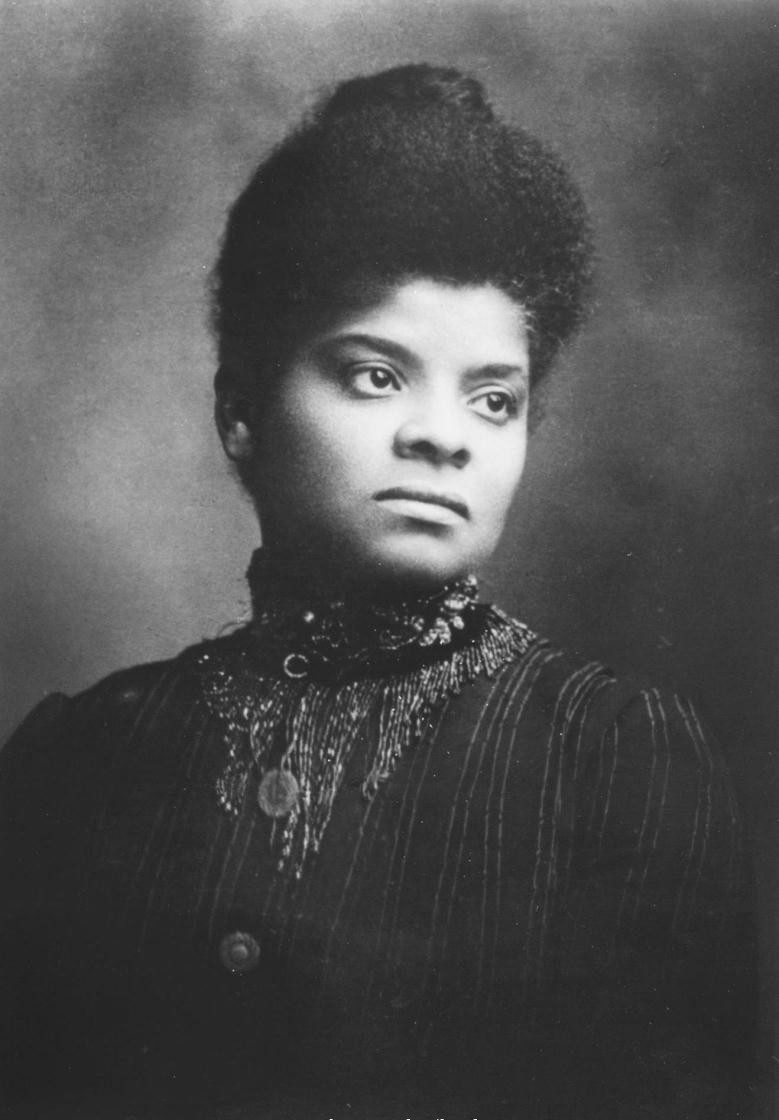
Portrait photographique d'Ida B. Wells

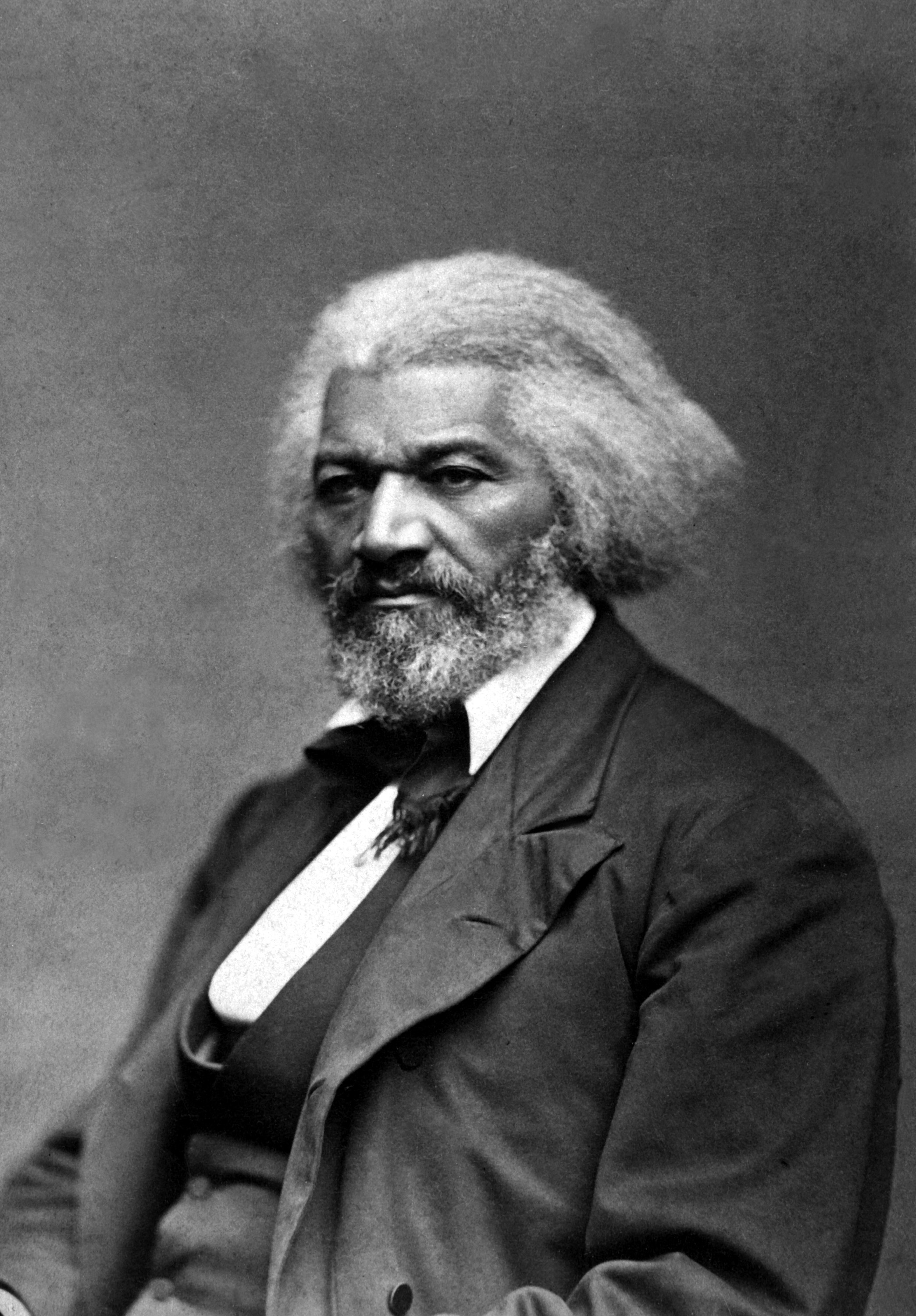
Portrait photographique de Frederick Douglass.

Lors d'un bal organisé dans le cadre de l'Exposition universelle de 1893, Lugenia Burns fait la connaissance de John Hope, un jeune étudiant en théologie à l'Université Brown de Providence (Rhode Island), c'est le début d'une idylle.

#### Départ vers le sud ségrégationniste
En 1894, John Hope achève ses études universitaires et trouve un emploi de journaliste au sein d'un journal de Providence, il est également recruté comme enseignant à l'université Roger Williams (en), Lugenia doit faire un choix entre le soutien matériel de sa mère et son fiancé. Elle ne manque pas de courtisans, bien plus fortunés que John Hope, qui lui proposent une vie loin du sud raciste, mais son choix est fait, elle épouse John Hope en décembre 1897 et le couple part s'installer à Nashville (Tennessee). Le jeune couple est accueilli chaleureusement par le corps professoral de la Roger Williams University. Très rapidement, Lugenia Burns Hope noue des liens amicaux avec les étudiantes afro-américaines, et elle est recrutée en tant que professeure d'éducation physique. Le couple Hope est invité à entrer dans le cercle de la bourgeoisie afro-américaine de Nashville et fréquente régulièrement le salon de James Carroll Napier (en) et de son épouse Nettie, leaders de la communauté afro-américaine du Tennessee, salon où se tiennent régulièrement des soirées littéraires.
En 1898, John Hope est invité pour enseigner le grec et le latin à l'Atlanta Baptist College, devenu le Collège Morehouse, un établissement intégrant à la fois enseignement secondaire et enseignement universitaire ayant des cursus de théologie et d'arts libéraux. Lugenia le rejoint, le couple s'installe à Graves Hall la résidence des étudiants de l'université. John Hope devient très vite populaire auprès de ses étudiants et forme une équipe de football.

#### Atlanta la ségrégationniste
S'installer à Atlanta n'était pas évident pour le couple Hope car cette ville était la plus ségréguée des villes de la Géorgie. Les Afro-Américains y étaient soumis aux Lois Jim Crow, ces lois désignent les différents dispositifs juridiques que les États du Sud ont mis en place pour entraver l'effectivité des droits constitutionnels des Afro-Américains, elles commencent en 1877 et seront abolies dans la fin des années 1960 avec l'adoption de différents lois fédérales mettant fin à la ségrégation raciale sur l'ensemble du territoire des États-Unis : le Civil Rights Act de 1964, le Voting Rights Act de 1965 et le Civil Rights Act de 1968. Ces lois dites Jim Crow limitent l'ensemble de la vie sociale, économique et politique des Afro-Américains de leur naissance jusqu'à leur mort. À la ségrégation, elles ajoutent des restrictions aux droits à la propriété, à établir son entreprise, à l'éducation, à se marier en dehors de sa "race" ; les interactions avec les Blancs sont limités au strict nécessaire professionnel. Ces lois imposent la ségrégation dans les transports en commun (bateaux, trains, diligences, etc.) et dans l'ensemble des espaces et des services publics comme les écoles, les restaurants, les toilettes, les hôpitaux, les églises, les bibliothèques, les manuels scolaires, les salles d'attente, les salles de spectacles, les logements, les prisons, les pompes funèbres, les cimetières, un peu partout dans le sud vont fleurir des panneaux For White Only,,,,. Ces lois s'appliquent d'autant plus facilement que les juges et les forces de polices sont des Sudistes acquis aux thèses racistes et ségrégationnistes qui invalident tout recours, toute contestation. Pour éliminer le poids du vote des Afro-Américains dans les élections, quand le terrorisme du Klan ou de la White League est jugé insuffisant, dans certains comtés une taxe est créée pour avoir le droit de vote, puis se généralisent les tests pour vérifier l'aptitude intellectuelle à voter. Les questions sont d'une difficulté inhabituelle comparées à celles posées aux Blancs, comme être capable de réciter la Constitution et ses différents amendements, ou bien les questions sont absurdes du genre « How many angels can dance on the head of a pin / » (« Combien d'anges peuvent-ils danser sur la pointe d'une épingle ? » ou « How many bubbles in a soap bar » (« Combien de bulles peut-on faire avec une savonnette ? ». Seule une minorité d'Afro-Américains arrive à voter et quand elle le fait, souvent, les représailles tombent, au mieux le fouet, au pire la pendaison sommaire ou l'exécution des votants et de leur famille,,,,.

#### Participation à la création de laGate City Free Kindergarten Association

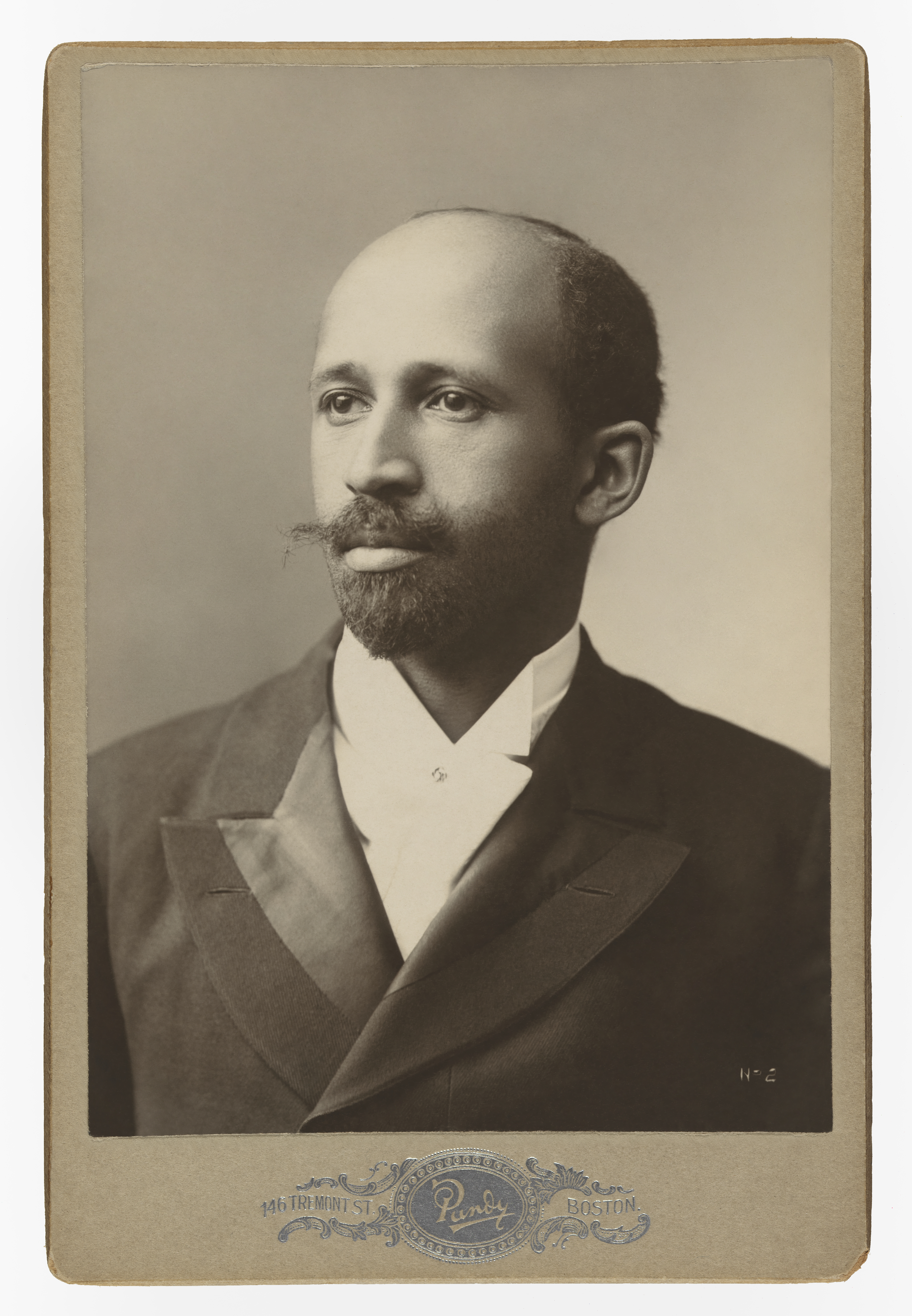
Photographie de W.E.B. Du Bois prise par James E. Purdy en 1907

Le couple Hope fait la connaissance de W.E.B. DuBois qui enseigne à la Clark Atlanta University (en) depuis 1897. John Hope et W.E.B. DuBois vont s'imposer non seulement en tant que brillants universitaires mais aussi et surtout en tant qu'ardent défenseur des droits civiques et de la justice sociale pour les Afro-Américains. W.E.B. DuBois s'intéresse aux actions que Lugenia a pu mener au sein de la Hull House de Chicago. Une des questions cruciales posées au sein de la communauté afro-américaine d'Atlanta est le sort des enfants qui ne sont pas encore atteint l'âge de la scolarisation et qui restent enfermés, livrés à eux-mêmes, errant dans les rues ou enfermés dans les appartements de leurs parents, pendant que ces derniers sont au travail. À la suite d'une conférence ayant pour thème le bien être des enfants noirs, où est présente Lugenia, plusieurs mères décident de créer un jardin d'enfants gratuit. Le bureau de la nouvelle Gate City Free Kindergarten Association compte parmi ses membres Lugenia Burns Hope qui accepte le poste destiné à la recherche de fonds pour financer le projet. Dans sa recherche de fonds, elle arrive à convaincre Alonzo Herndon (en) un Afro-Américain fondateur et président de l'Atlanta Family Life Insurance Company (en), à financer l'association, notamment en lui achetant un bâtiment en dur dans la White's Alley d'Atlanta qui servira d'école et d'aire de jeux pour les enfants et pendant des années il financera un poste d'enseignant et une distribution quotidienne de lait à destination des enfants.

#### Fondation de l'Atlanta Neighborhood Union(ANU)
Après la naissance de leur premier le 28 août 1901, le couple Hope loue un plus grand appartement à la résidence Graves Hall. Quelques années plus tard, en pensant à l'avenir de son fils qui a cinq ans, elle constate qu'il n'y a rien pour les enfants afro-américains d'Atlanta, pas une seule aire de jeux, pas un parc. Parallèlement, Lugenia Burns Hope côtoie les bidonvilles d'Atlanta, où la population afro-américaine est livrée à elle-même, et c'est ainsi que germe peu à peu en elle la nécessité d'organiser un groupe d'action sociale pour venir en aide à la population des bidonvilles afin de leur donner des moyens pour sortir de la misère et de leurs conditions de vie lugubres. En 1906, John Hope est nommé président de l'Atlanta Baptist College, c'est le premier Afro-Américain à être nommé à cette charge, cela permet à la famille Hope de quitter la résidence de Graves Hall pour s’installer dans le logement de fonction du président, un appartement de trois étages comprenant entre autres plusieurs salles de bains, quatre chambres à coucher, un grand salon, et une pièce de travail qu'utilisera Lugenia pour ses réunions ainsi qu'une chambre sans fenêtre qui sera utilisée comme chambre noire pour développer des photographies. La nomination de John Hope est faite à un moment où Atlanta a vécu une émeute raciste où des dizaines d'Afro-Américains ont été assassinés et les quartiers occupés par des Afro-Américains ont été incendiés et où plusieurs familles afro-américaines se sont réfugiées sur le campus de l'Atlanta Baptist College. Le  couple Hope a pleinement conscience de ses obligations pour rassurer et unifier la communauté afro-américaine d'Atlanta et de représentants de cette communauté auprès des autorités de la ville pour apaiser la situation et prévenir de futures violences. Sous l'impulsion de Lugenia, les étudiants vont apprendre que la moralité, la dignité, le respect de soi sont des valeurs qui priment sur des objectifs de carrière. Pendant les trente années de sa présence à l'Atlanta Baptist College (qui va devenir le Morehouse College en 1913), Lugenia Burns Hope exhortera les étudiants à venir en aide à leurs frères dans le besoin.
En 1908, avec un groupe d'Afro-Américaines, Lugenia Burns Hope fonde l'Atlanta Neighborhood Union (ANU),,, Lugenia est élue présidente. La première action de l'ANU est de faire un recensement des différentes familles afro-américaines d'Atlanta et plus spécialement des femmes, lors de chaque visite, les femmes de l'ANU font un état des lieux de chaque appartement ou maison, du quartier afin d'évaluer les besoins, ainsi dans le quartier du West Side, la plupart des habitats sont insalubres, la tuberculose, la typhoïde et la dysenterie sont monnaie courante, les familles sont dysfonctionnelles, les aires de jeu sont absentes, l'éclairage des rues est insuffisant, conditions qui exposent les jeunes à la délinquance. À la fin de l'année 1908, l'ANU aménage une clinique à l'endroit où se situe l'actuelle University School of Social Works dépendante de la Clark Atlanta University (en). Puis l'ANU divise Atlanta en une douzaine de sections de l'ANU, avec chacune à sa tête, une responsable rémunérée. Les premières missions de chaque section de l'UNA sont de mener des campagnes  d'hygiène, de médecine préventive, d'arts ménagers et d'accompagner les mères dans l'éducation et la scolarité de leurs enfants,,.

#### Développement de l'ANU
En 1912, Lugenia Burns Hope embauche au poste de directeur de l'ANU, Garrie Moore, un jeune diplômé de la Columbia University School of Social Work (en) qui vient d'être recruté comme professeur de sociologie au Morehouse College qui est également rémunéré par la Young Men's Christian Association (YMCA) pour intervenir auprès de la jeunesse délinquante d'Atlanta. L'ANU est également assistée par le professeur John Alvin Bigham qui tient des conférences à l'Université Clark d'Atlanta sur la criminalité des Afro-Américains, qui donnera des conseils pour les visiteuses de prison de l'ANU.
Lugenia Burns Hope développe un département consacré à l'éducation artistique, là aussi elle fait appel aux enseignants du Morehouse College, de l'université Clark, du Spelman College (en) et de l'Université Tuskegee. Ce département ouvre divers ateliers de musique, de peinture, de lecture, de couture, de cuisine, de vannerie, de broderie, d'art floral, de chant, etc. ouverts à tous les jeunes de huit à vingt-deux ans. Et elle fait ouvrir une école primaire publique pour garçons et les filles afro-américains,.
En juin 1914, Lugenia Burns Hope  fait acheter par l'ANU une propriété, à proximité du Spelman College, pour y ouvrir une seconde clinique. La branche féminine de l'American Baptist Home Mission Society (en) verse une rente mensuelle de 50 $ à la clinique ce qui lui permet d'embaucher Carrie Bell Cole une travailleuse sociale venue de New York. Dès la première année la clinique a reçu quatre cents patients.
En 1917, alors que Morehouse College fête son cinquantième anniversaire, les États-Unis entrent en guerre. John Hope part pendant neuf mois en France en tant que représentant de la YMCA auprès des troupes afro-américaines. Lugenia, de son côté se rend à Camp Upton (base militaire portuaire de l'United States Army ouverte en 1917 situé à Yaphank, dans le comté de Suffolk sur Long Island), également comme représentante de la YMCA, pour former les femmes afro-américaines embauchées comme personnel administratif de la bases, pour accueillir les Afro-Américains qui vont servir sur le front français.

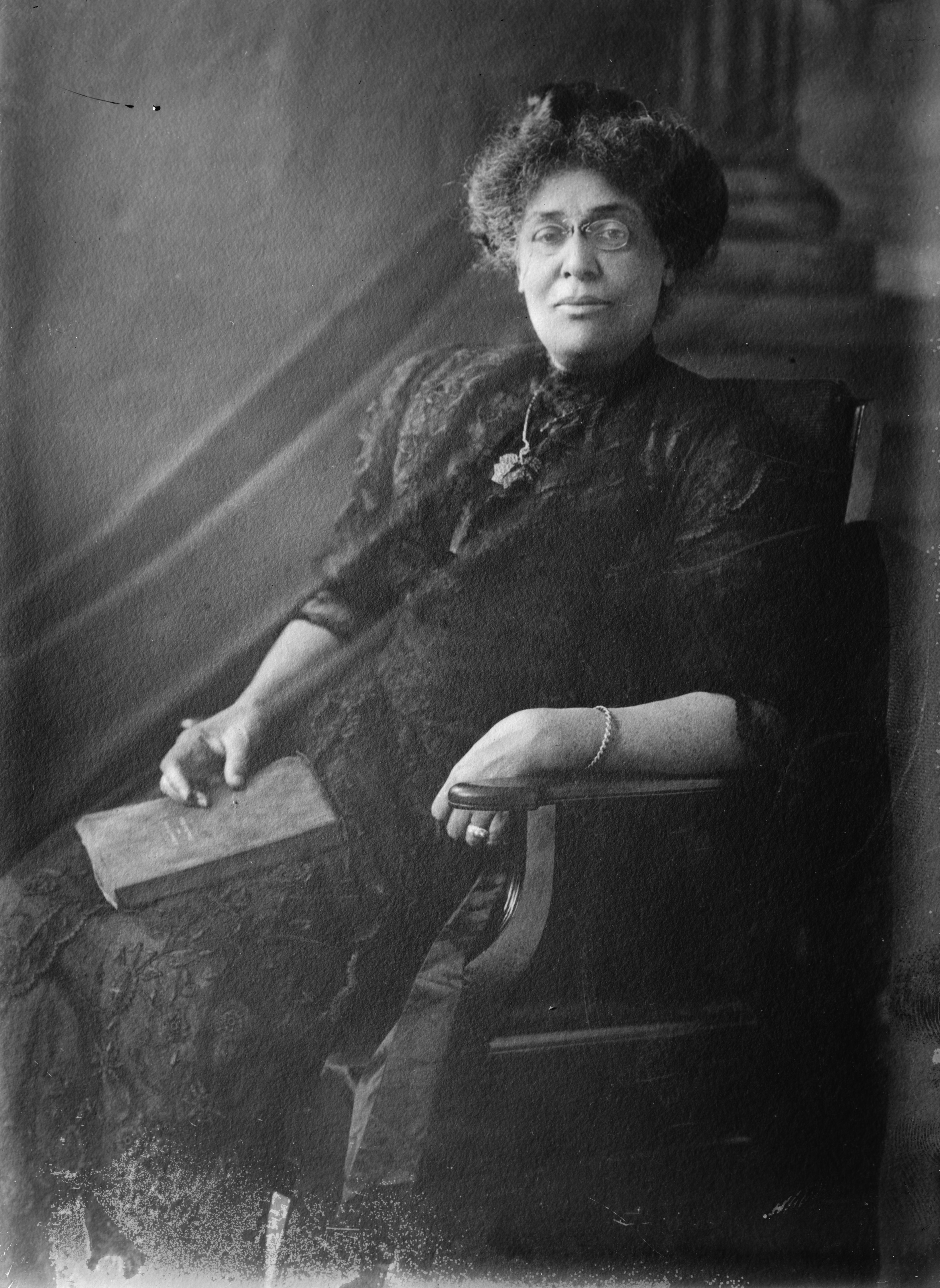
Photographie de Margaret Murray Washington prise en 1915.

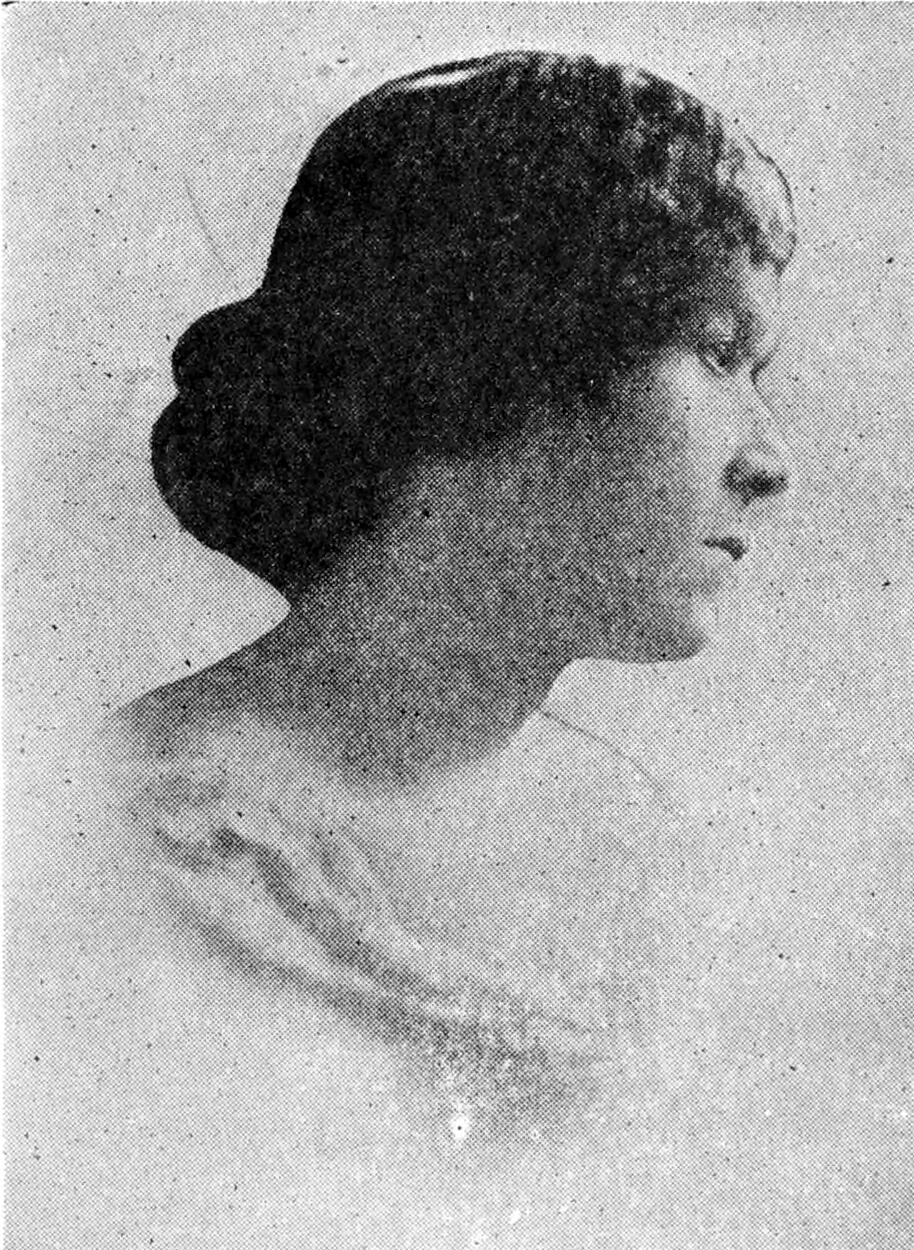
Portrait photographique de Georgia Douglas Johnson.

En 1926, L'ANU inaugure une nouvelle clinique, y sont présentes la directrice de l'Université Tuskegee, Margaret Murray Washington (l'épouse de Booker T. Washington) et la poète et dramaturge Georgia Douglas Johnson (en) qui y tiennent des discours d'ouverture.
En 1929, John Hope devient président de l'Atlanta University Center (en) qui permet une harmonisation entre les différents établissements universitaires afro-américains de la Géorgie (Clark Atlanta University, Spelman College et le Morehouse College) permettant également des passages d'un établissement à un autre pour les étudiants. En 1932, la famille Hope emménage dans les nouveaux appartements du président. La même année, Lugenia devient la première vice--président de la branche locale de la National Association for the Advancement of Colored People (NAACP) d'Atlanta.
En 1933, alors que l'ANU fête son 25e anniversaire, un banquet est tenu pour honorer Lugenia Burns Hope.
Le 8 juillet 1935, âgée de 64 ans, elle se retire de la présidence de l'ANU,.
Sous sa direction de nombreux projets de l'ANU, en dehors de ses réalisations propres, ont abouti  comme le pavement des rues, l'éclairage des rues, mais d'autres sont restés en suspens comme l'embauche par la municipalité de policiers afro-américains. Mais le plus grand succès a été de rendre visible la communauté afro-américaine auprès des autorités d'Atlanta.

#### Les engagements après l'ANU

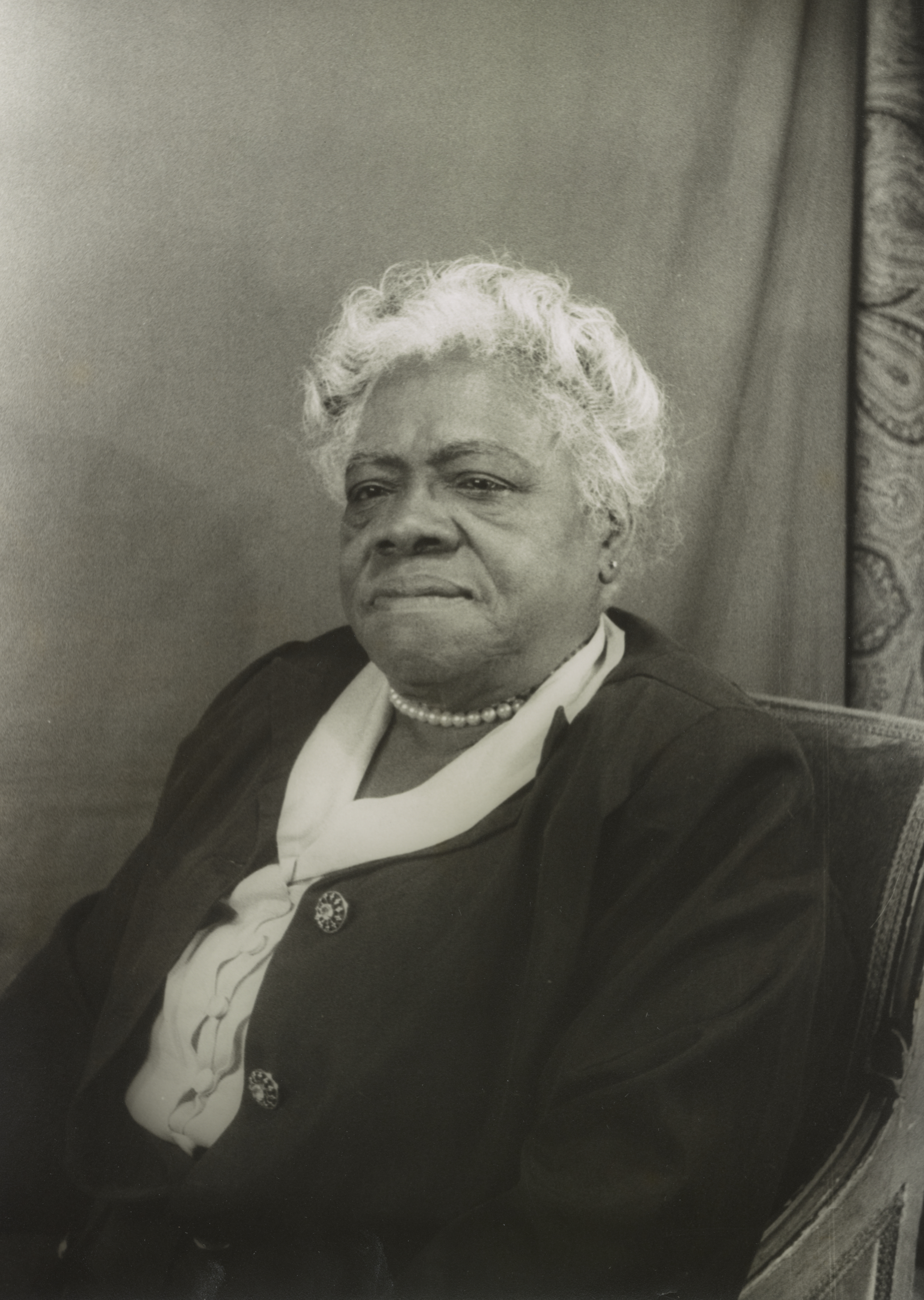
Portrait photographique de Mary McLeod Bethune.

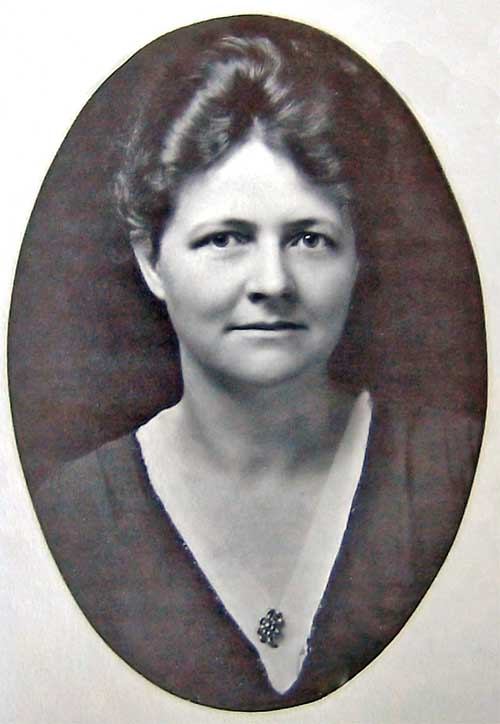
Photographie en médaillon de Jesse Daniel Ames.

Après le décès de son époux, le 22 février 1936, Lugenia Burns Hope emménage à New York et à partir de 1937, tout en continuant ses activités au sein de la NAACP, elle devient la collaboratrice de Mary McLeod Bethune qui est à la tête du National Council of Negro Women (en) et directrice du programme du New Deal, la  National Youth Administration, lancée par l'administration du président Franklin Delano Roosevelt afin de développer l'enseignement scolaire des Afro-américains et de favoriser leur emploi,. Elle continue de s’investir dans d'autres organisations telles que la Commission on Interracial Cooperation (en), la National Association of Colored Women's Clubs, l'Association of Southern Women for the Prevention of Lynching (en), fondée par Jessie Daniel Ames, la National Association of Colored Graduate Nurses (en) et l'International Council of Women of the Darker Races. Usée par un emploi du temps chargé, à partir de 1940, sa santé commence à décliner, régulièrement elle va se reposer chez ses enfants et c'est lors d'un séjour chez son fils Edward Swain Hope à Nashville qu'elle décède,.

### Vie personnelle
Le 29 décembre 1897, Lugenia Burns épouse John Hope.
Leur premier enfant Edward Swain Hope naît le 28 août 1901, leur second enfant John Hope II, naît le 25 décembre 1909.
Après ses funérailles, sa dépouille est incinérée et ses cendres sont répandues autour de la tombe de son époux John Hope située au Morehouse College d'Atlanta.

## Prix et distinctions
- 1996 : cérémonie d'admission au temple de la renommée du Georgia Women of Achievement[7].
- 2019 : le Turning Point Suffragist Memorial situé à  Occoquan, dans l'État de Virginie a inscrit son nom dans liste des suffragettes de la Géorgie aux côtés de Helen Augusta Howard (en), Lucy Craft Laney (en), Mary Latimer McLendon[49] et Eleanor Raoul[50],[51],[52].